# Kurina (rzeka)
Kurina (est. Kurina jõgi) – rzeka w południowo-zachodniej Estonii. Rzeka ma źródła ok. 6 km na północny zachód od miejscowości Tipu. Wpada do rzeki Parnawa niedaleko wsi Kõrsa. Ma długość 25 km, a powierzchnia dorzecza sięga 126,1 km².